# Rubino di Cantavenna
Pour les articles homonymes, voir Rubino (homonymie).
Le Rubino di Cantavenna est un vin italien de la région Piémont doté d'une appellation DOC depuis le 9 janvier 1970. Seuls ont droit à la DOC les vins rouges récoltés à l'intérieur de l'aire de production définie par le décret. 

## Aire de production
Les vignobles autorisés se situent en province d'Alexandrie dans les  communes Gabiano, Cantavenna, Moncestino, Villamiroglio et Camino, sur la dernière série de collines du Monferrato qui descendent vers le Pô. La superficie plantée en vignes est de 7,80 hectares bien que la loi autorise une surface de 41 hectares.
Le vin fut créé par l'œnologue Giovanni Dalmasso.

## Caractéristiques organoleptiques
- couleur: rouge rubis clair avec des reflets grenat.
- odeur: vineux avec une légère note caractéristique, agréable
- saveur: sec, harmonieux et plein

## Production
Province, saison, volume en hectolitres :
- Alessandria  (1990/91)  605,46
- Alessandria  (1991/92)  447,72
- Alessandria  (1992/93)  583,21
- Alessandria  (1993/94)  459,69
- Alessandria  (1994/95)  327,08
- Alessandria  (1995/96)  218,54
- Alessandria  (1996/97)  269,43